# (24441) Jopek
(24441) Jopek – planetoida z głównego pasa planetoid okrążająca Słońce w ciągu 3,38 lat w średniej odległości 2,25 au. Została odkryta w ramach programu LONEOS 27 marca 2000 roku w stacji Anderson Mesa należącej do Lowell Observatory. Nazwa planetoidy pochodzi od Tadeusza Jopka (ur. 1951) – polskiego astronoma, profesora Uniwersytetu im. Adama Mickiewicza w Poznaniu.